# Antoine Deparcieux (1703-1768)
Antoine Deparcieux (Peyremale, 28 ottobre 1703 – Parigi, 2 settembre 1768) è stato un matematico francese.

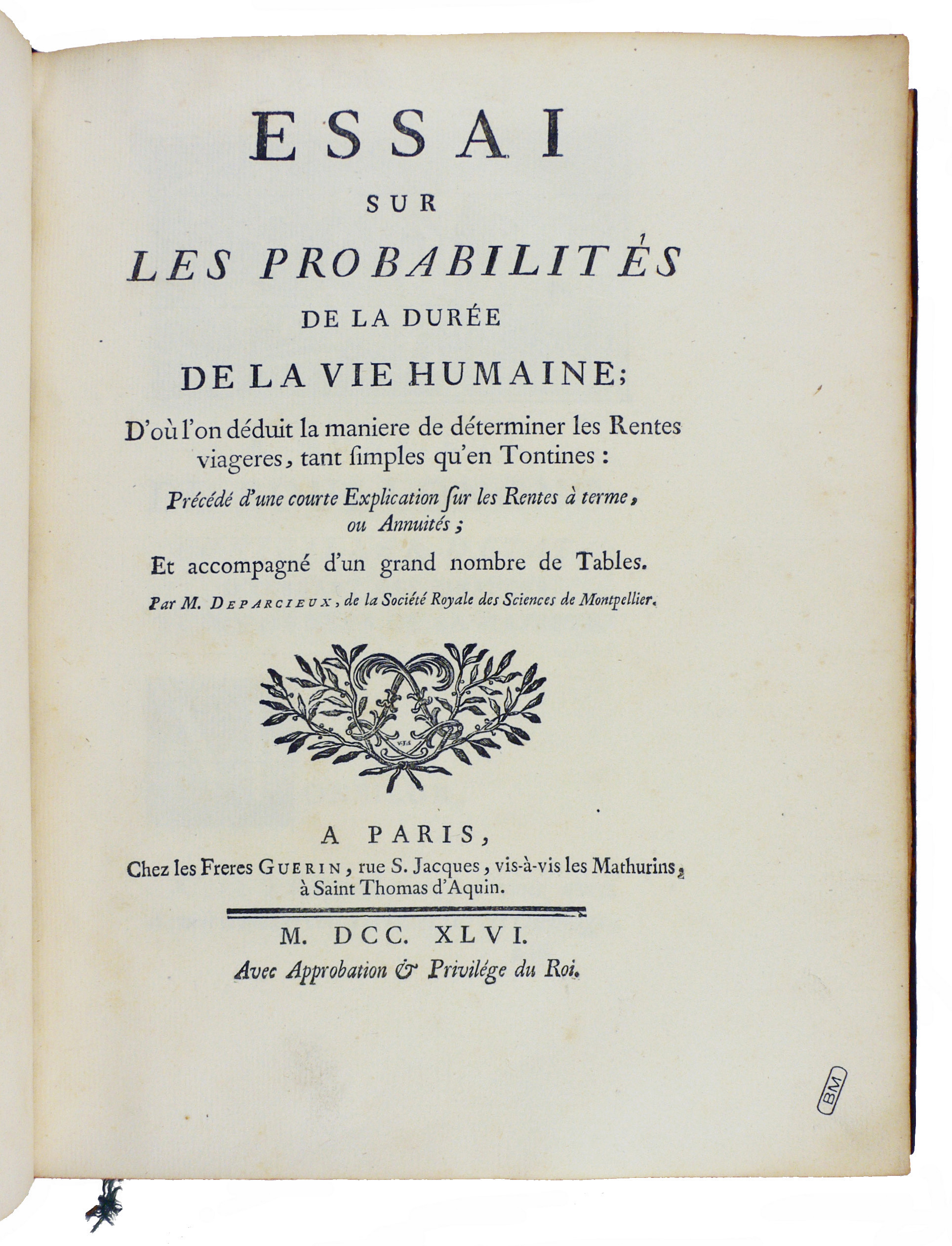
Essai sur les probabilités, 1746 (Fondazione Mansutti, Milano).

Nato vicino a Nîmes, si trasferì presto a Parigi, dove lavorò come ideatore di quadranti e meridiane, studiando matematica. In breve tempo fu nominato membro delle accademie scientifiche di Francia, Prussia e Svezia. Nel suo Essai sur les probabilités tratta il calcolo delle probabilità in tre volumi, l'Essai, le Objections e l'Addition. Il suo studio fornisce per la prima volta una definizione della probabilità per l'analisi di sopravvivenza. Fu primo anche nel lavorare a tavole di mortalità distinte per maschi e femmine, anche se un precedente noto risale al lavoro di Nicolaas Struyck nel 1740. Il secondo e il terzo capitolo servono come risposta alle critiche del gesuita Padre Tomaso.
Le sue tavole di mortalità sono il primo lavoro di statistica sulle nascite e i decessi della popolazione di grandi città francesi, ma le migrazioni degli abitanti non permettevano una valutazione scientifica di questi dati. Deparcieux ebbe l'intuizione di analizzare anche comunità più piccole per svolgere analisi meglio dettagliate.